# Кастелсантанджело сул Нера
Кастелсанта̀нджело сул Нѐра (на италиански: Castelsantangelo sul Nera, на местен диалект само Castello, Кастело) е село и община в Централна Италия, провинция Мачерата, регион Марке. Разположено е на 780 m надморска височина. Населението на общината е 318 души (към 2010 г.).